# VfB Homberg
VfB Homberg is een Duitse club die speelt in de Regionalliga West. De club is opgericht in 1889 en heeft blauw en geel als kleuren.

## Geschiedenis
In 1889 werd turnclub TV Hochheide opgericht. In 1919 werd ook de voetbalclub SpV Hochheide 1919 opgericht. In de jaren twintig werd de club SC Union Homberg ontbonden en de spelers sloten zich aan bij SpV Hochheide. In 1946 fuseerden TV Hochheide en SpV tot SpVgg Hochheide 1889/1919.
In 1969 fuseerde de club met Homberger SpV 03 en nam zo de huidige naam aan. De club speelde jarenlang in de hogere regionenen van het amateurvoetbal. Na de invoering van de 3. Liga in 2008 speelde VfB in de Niederrheinliga (zesde klasse). In 2010 werd de club kampioen en promoveerde naar de NRW-Liga. In 2012 werd de NRW-Liga ontbonden en ging de club in de Oberliga Niederrhein spelen. Na het seizoen 2014/2015 degradeerde de club naar de Landesliga Niederrhein en kon na één seizoen terugkeren.